# 산나리
산나리는 백합과 백합속에 속하는 여러해살이풀이다. 학명은 Lilium auratum이다.

## 특징
줄기는 높이가 1-1.5m 가량으로 곧게 뻗는다. 잎은 피침형으로 잎자루가 없고 5개와 잎맥을 가지고 있으며 어긋난다. 꽃은 흰색으로 적갈색 반점이 있는데, 6-7월경이 되면 줄기 끝에 짙은 향기를 내면서 피어난다. 꽃잎은 원줄기 끝에 1~20개, 때로는 40개 정도 달린다. 주로 산지에서 자라며, 일본의 고유종이다.